# Piophila nigriceps
Piophila nigriceps är en tvåvingeart som beskrevs av Johann Wilhelm Meigen 1826. Piophila nigriceps ingår i släktet Piophila och familjen ostflugor. Inga underarter finns listade i Catalogue of Life.